# Cabdill senil
El cabdill senil (Poecilotriccus senex) és un ocell de la família dels tirànids (Tyrannidae).

## Hàbitat i distribució
Habita el bosc humid de l'oest de Brasil amazònic a l'est de l'Amazones.